# Parc national de Kouroufing
Le parc national de Kouroufing est un parc national situé dans le cercle de Bafoulabé, région de Kayes au Mali. 
Créé par la loi du 16 janvier 2002, il couvre une superficie de 55 770 hectares.
Il est défini par les points géographiques suivants :
- le point « A » 12° 58′ 30″ N, 10° 21′ 00″ O situé du côté Ouest du lac de retenue du Barrage de Manantali ;
- le point « B » 12° 56,28′ N, 10° 29,6′ O situé au flanc de la colline passant au Nord du hameau de Sand igula ;
- le point « C » 12° 53,41′ N, 10° 31,13′ O situé à 3,4 km au Nord du village de Kama ;
- le point « D » 12° 51,65′ N, 10° 28,18′ O situé à environ 6 km au Sud-Est de C;
- le point « E » 12° 50′ N, 10° 31,28′ O situé à la terminaison d'un cours d'eau à environ 6 km au Sud du village de Kama ;
- le point « F » 12° 47,44′ N, 10° 34,19′ O situé sur le fleuve Balinn au passage de la route de Tomboundi Galamadji ;
- le point « G » 12° 44,79′ N, 10° 26,43′ O situé dans une vallée à environ 5 km au Nord du hameau de Faréna ;
- le point « H » 12° 44,8′ N, 10° 25,72′ O situé au pied d'une colline à environ 3 km à l'Ouest de Z et à environ 1,2 km au Nord Ouest du hameau de Faréma ;
- le point « I » 12° 44,92′ N, 10° 22,69′ O situé dans un bas-fonds à environ 2,3 km de Faréma ;
- le point « J » 12° 43,88′ N, 10° 22′ O à la naissance d'un cours d'eau au Nord Ouest du village de Niarékira ;
- le point « K» 12° 49,5′ N, 10° 14,8′ O situé sur le fleuve Bafing à environ 1,8 km au Nord Ouest du village de Diba.

Il est limité 
- Au Nord : Par la ligne allant du point A situé sur le lac en suivant les escarpements rocheux jusqu'aux point B situé à côté du hameau de Santigula ;
- A l'Ouest : Parc la ligne allant du pont B au point F situé sur le fleuve Balinn en passant par les points C, D et E écrivant un demi-cercle à l'Est du village de Kama ;
- Au Sud : Par le fleuve Balinn du point F au point G ; par la ligne allant du point G en suivant les escarpements rocheux passant au Nord du hameau de Faréma jusqu'au point J

situé sur un cours d'eau dénommé ; par le cours d'eau non dénommé du pont J au point K situé à la confluence avec le fleuve Bafing ;
- A l'Est : Par le fleuve Bafing à partir du point K jusqu'au point A situé sur le lac de retenue du barrage de Manantali.